# Figlia di detective
Figlia di detective è un film italiano del 1913.

## Trama
Taris, astuto detective, finisce per cadere in un agguato teso dal delinquente Occhiobello. Di questo nuovo delitto resterebbe impunito al pari dei precedenti se non intervenisse Olga, la figlia dell'assassinato, decisa a vendicare la morte del padre. Utilizzando dei travestimenti riesce a scovarlo e lo consegna alla giustizia.

## Critica
(Enrico Bernstein in Il Maggese Cinematografico, 25 dicembre 1913)